# Docalidia vidanoi
Docalidia vidanoi är en insektsart som beskrevs av Nielson 1979. Docalidia vidanoi ingår i släktet Docalidia och familjen dvärgstritar. Inga underarter finns listade i Catalogue of Life.